# Mimosa setuliseta
Mimosa setuliseta là một loài thực vật có hoa trong họ Đậu. Loài này được Villarreal miêu tả khoa học đầu tiên năm 1992.